# Amphiprion allardi
El pez payaso de Allard (Amphiprion allardi) es una especie de pez de la familia Pomacentridae. 
Recibió su nombre de Herbert Axelrod, tras su visita a la Allards Collecting Station en Kenia.
Pertenecen a los denominados peces payaso, o peces anémona, y viven en una relación mutualista con anémonas Entacmaea quadricolor, Heteractis aurora y Stichodactyla mertensii.

## Morfología
Presenta una coloración negra en cabeza y cuerpo, con una franja blanca, ancha, vertical, en la cabeza, que desciende detrás del ojo; y otra, también blanca, estrecha, desde la mitad de la espalda, hasta el ano. Con amarillo o naranja en el hocico, boca, vientre, aletas dorsal, anal, pectorales, pélvicas, y en la base del pedúnculo caudal. El resto del pedúnculo y la aleta caudales son blancos.
Cuenta con 10-11 espinas y 15-17 radios blandos dorsales; 2 espinas y 13-15 radios blandos anales.
Las hembras pueden llegar a alcanzar los 15 cm de longitud total.

## Reproducción
Es  monógamo y hermafrodita secuencial protándrico, esto significa que todos los alevines son machos, y que tienen la facultad de convertirse en hembras, cuando la situación jerárquica en el grupo lo permite, siendo el ejemplar mayor del clan el que se convierte en la hembra dominante, ya que se organizan en matriarcados.
Su género es algo fácil de identificar, ya que la hembra, teóricamente es la más grande del clan. Cuando esta muere, el pequeño macho dominante se convierte en una hembra. 
Son desovadores bénticos. El número de huevos oscila entre 100 y 1000 por puesta, dependiendo del tamaño y experiencia de la madre. Los huevos son demersales, de forma elíptica, y adheridos al sustrato. La reproducción se produce en cuanto comienza a elevarse la temperatura del agua, aunque, como habitan en aguas tropicales, se pueden reproducir casi todo el año. El macho prepara el lugar de la puesta, en un sustrato duro en la base de una anémona, y, tras realizar las maniobras del cortejo, espera a que la hembra fije los huevos allí, y los fertiliza. Posteriormente, agita sus aletas periódicamente para oxigenar los embriones, y elimina los que están en mal estado. Tras un periodo de 6-7 días, cuando los alevines se liberan, no reciben atención alguna de sus padres. Deambulan en aguas superficiales en fase larval durante 8 a 12 días, posteriormente descienden al fondo en busca de una anémona, y mutan a su coloración juvenil.

## Alimentación
Se alimenta de algas bénticas y pequeños invertebrados del zooplancton, como copépodos y larvas.

## Hábitat y comportamiento
Es un pez de mar, no migratorio, de clima tropical (30°N-25°S), y asociado a los  arrecifes de coral, que vive entre 1-30 m de profundidad. De adultos frecuentan lagunas limosas y arrecifes exteriores.
Mantiene una relación mutualista con anémonas  Entacmaea quadricolor, Heteractis aurora, Heteractis magnifica y Stichodactyla mertensii.

## Distribución geográfica
Se encuentra en el océano Índico occidental: desde Kenia al norte, hasta Sudáfrica al sur, y hasta Seychelles al este.
Está presente en Comoros, Kenia, Madagascar, Mauritius, Mozambique, Reunión, Seychelles, Sudáfrica y Tanzania.

## Galería

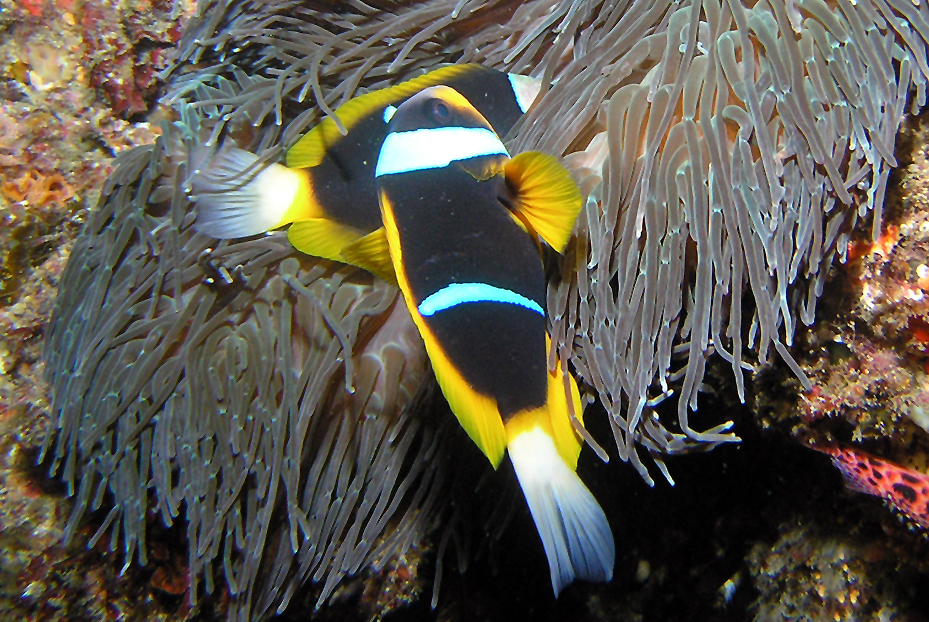
Pareja de A. allardi en Heteractis sp, KwaZulu Natal, Sudáfrica
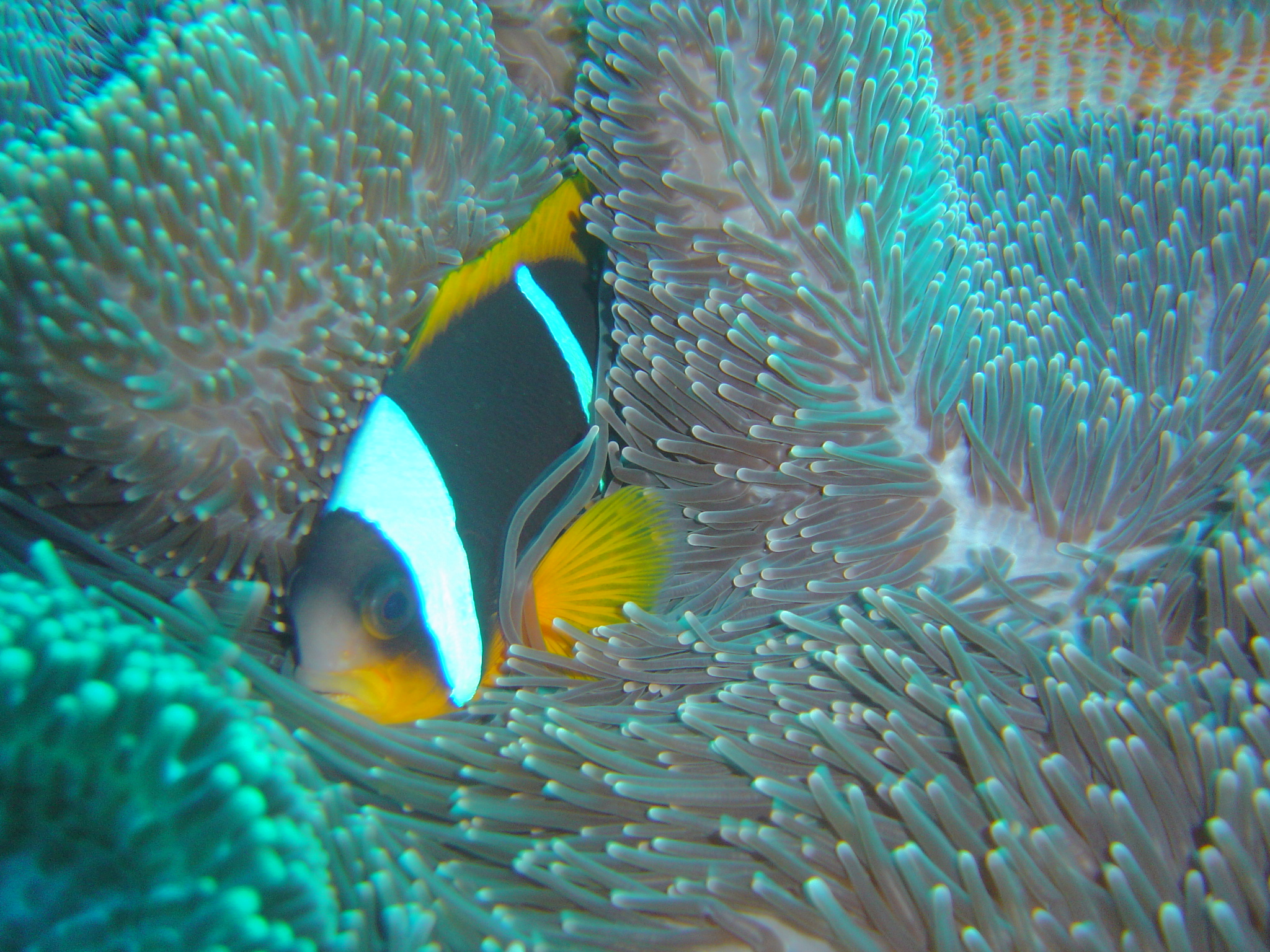
A. allardi en Heteractis magnifica, Guinjata Bay, Mozambique
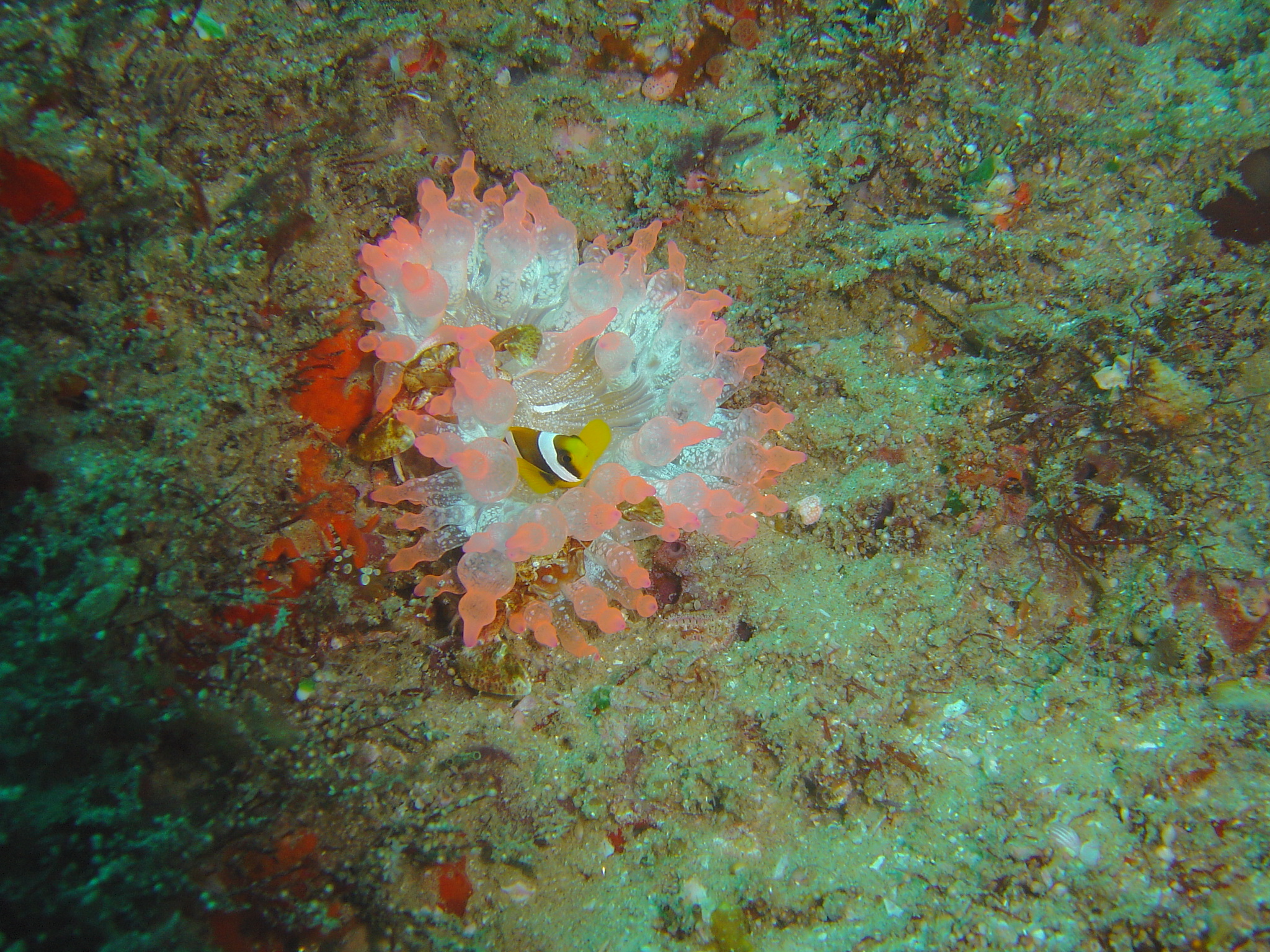
A. allardi en Entacmaea quadricolor, Guinjata Bay, Mozambique
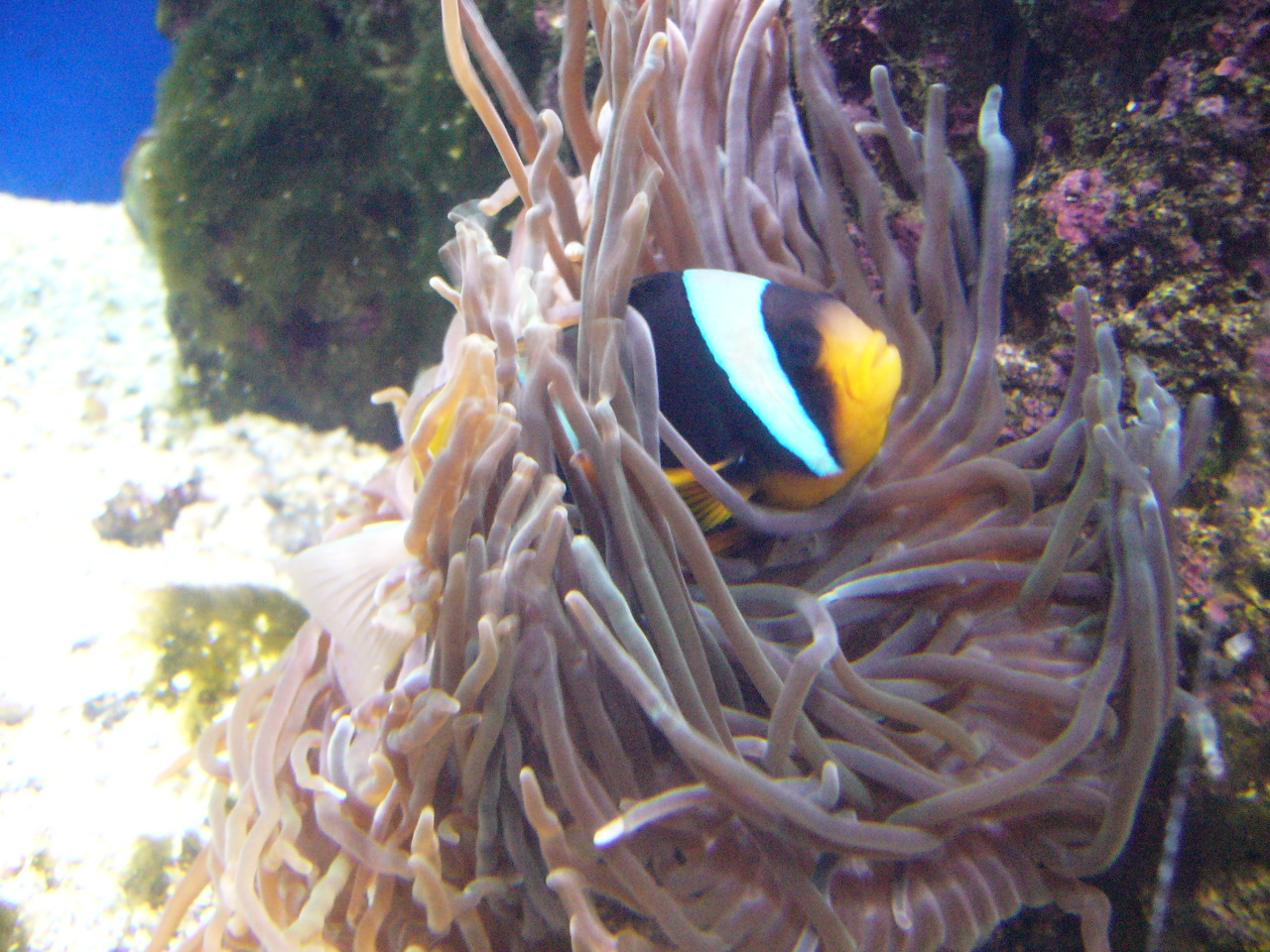
A. allardi en el Aquarium Finisterrae, Coruña, España
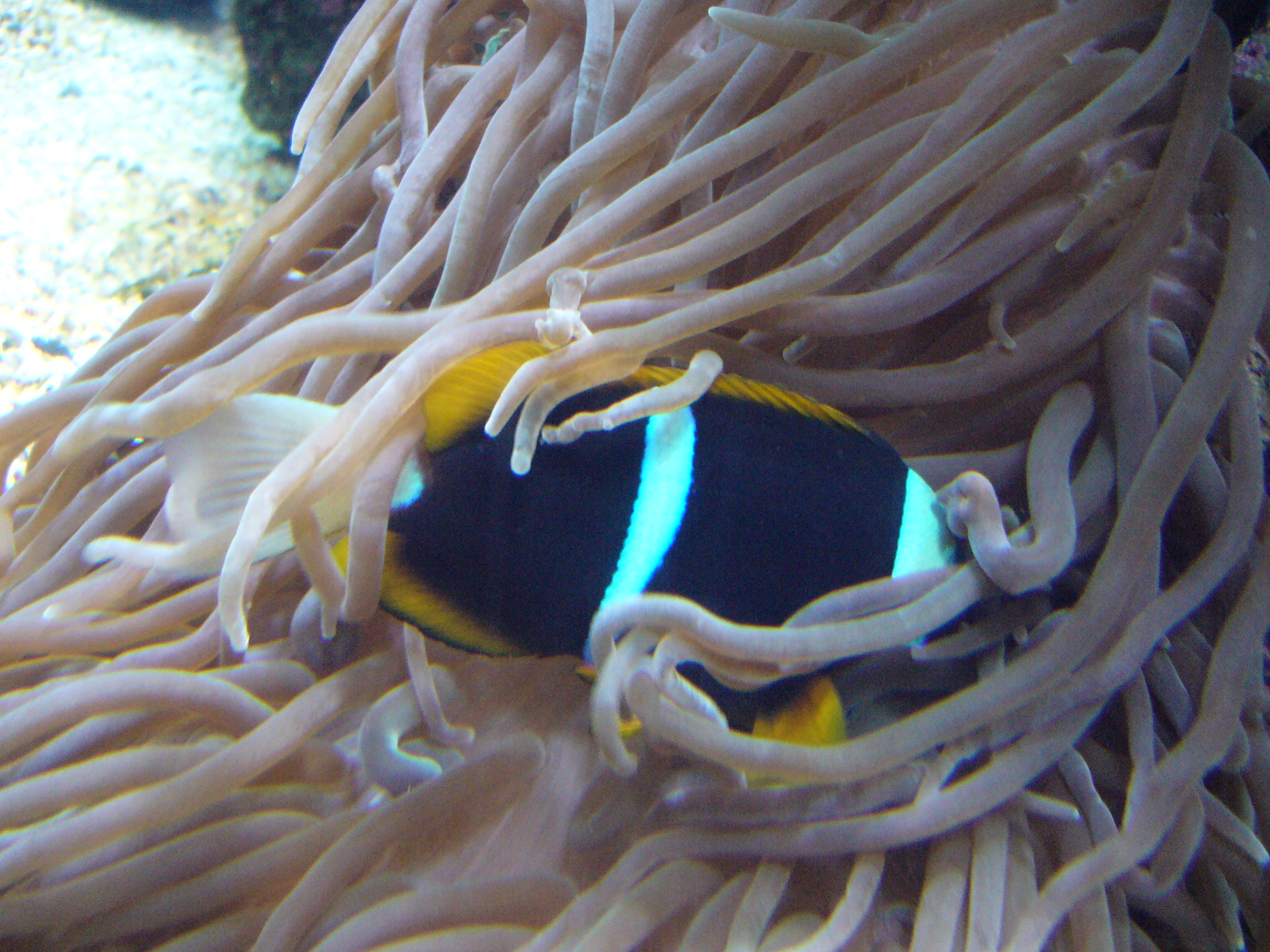
A. allardi en el Aquarium Finisterrae, Coruña, España
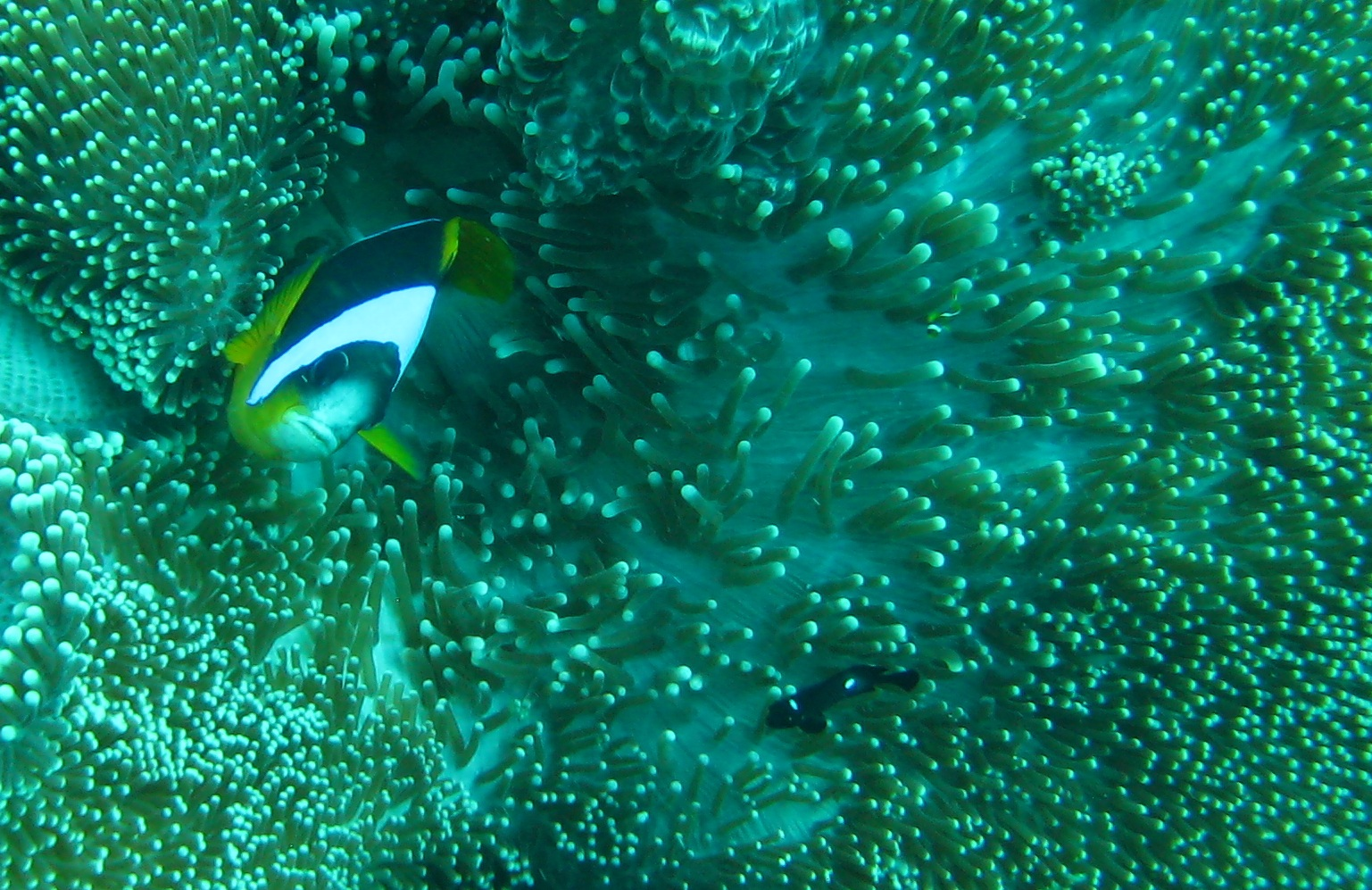
A. allardi en Pemba, Tanzania

## Observaciones
Puede ser criado en cautividad.